# Un poliziotto per amico
Un poliziotto per amico (Liberty & Bash) è un film d'azione del 1989 con Miles O'Keeffe e Lou Ferrigno nella parte di due reduci del Vietnam che si uniscono per liberare la loro comunità dalle droghe. In Italia, dopo un passaggio televisivo con il primo titolo, il film è uscito sul mercato home video come Crime Task Force - La vendetta del mercenario.